# سینماهای اوریمن
سینماهای اوریمن (انگلیسی: Everyman Cinemas) یک گروه سینمایی در کشور بریتانیا است.
این مجموعه در سال ۱۹۳۳ تأسیس شده و هم‌اکنون دارای ۲۱ سینما و ۵۸ سالن می‌شود.

## سینماها

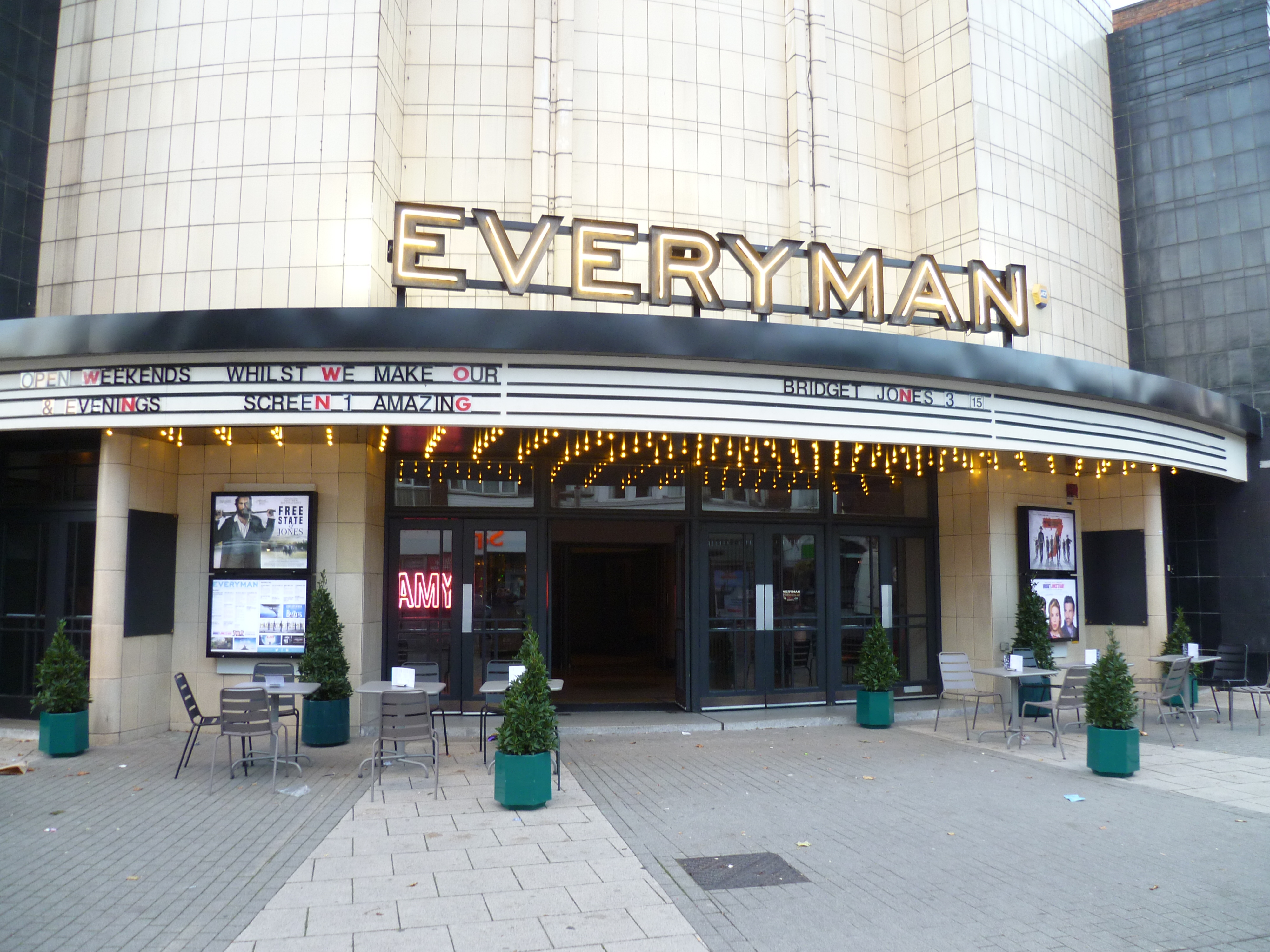
سینمای اوریمن ماسویل هیل

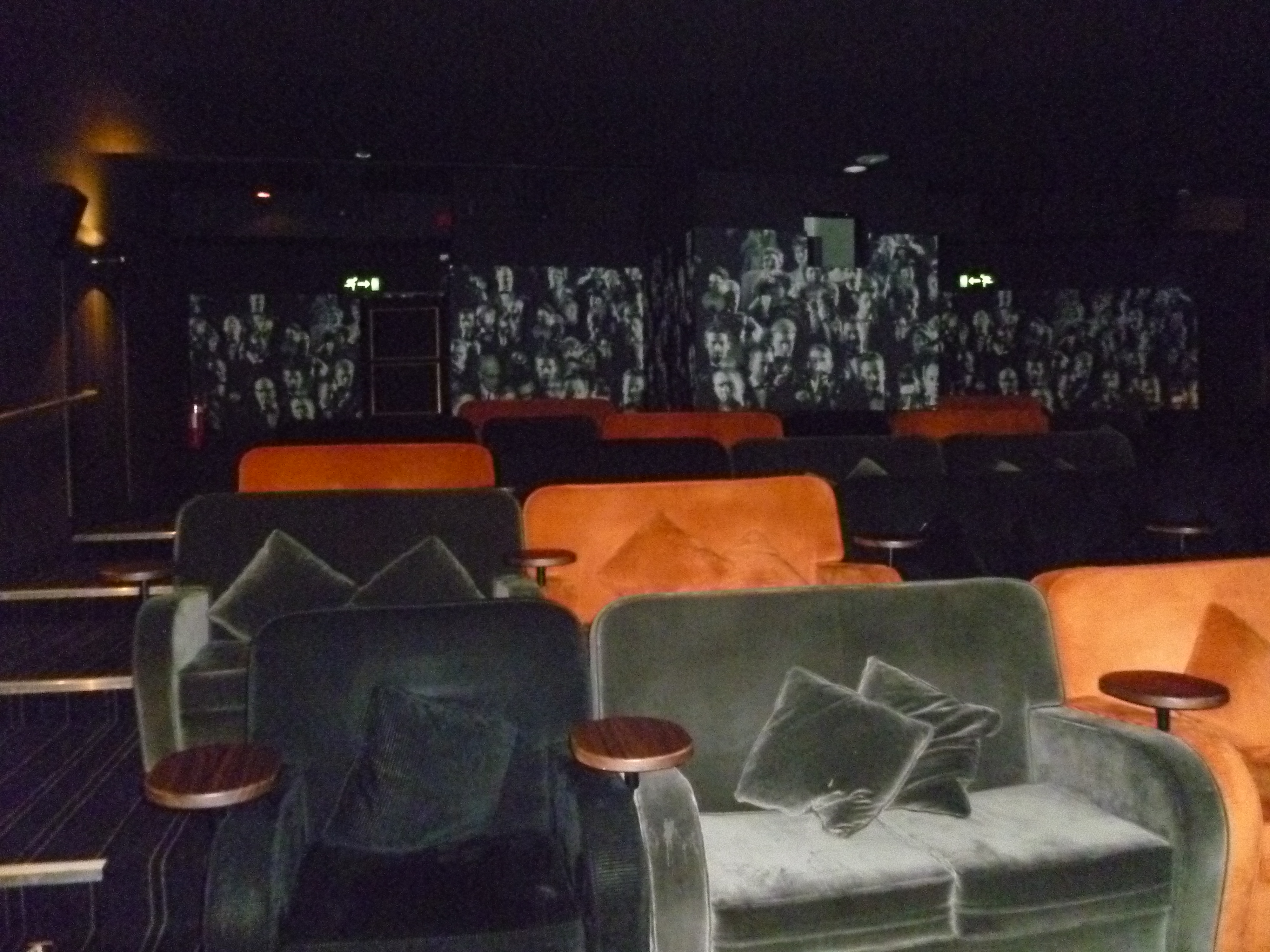
داخل سینمای اوریمن بارنت

| سینما                           | سالن |
| ------------------------------- | ---- |
| خیابان بیکر                     | ۲    |
| منطقه بارنت لندن                | ۵    |
| Belsize Park                    | ۱    |
| بیرمنگام، The Mailbox           | ۳    |
| بریستول                         | ۳    |
| کنری وورف                       | ۳    |
| چلمزفورد                        | ۵    |
| Esher                           | ۴    |
| Gerrards Cross                  | ۲    |
| همپستید                         | ۲    |
| هروگیت                          | ۵    |
| ایزلینگتون، Screen on the Green | ۱    |
| King's Cross                    | ۱    |
| لیدز                            | ۵    |
| میدا ویل                        | ۲    |
| ماسویل هیل                      | ۳    |
| Oxted                           | ۱    |
| ریگیت                           | ۲    |
| استراتفورد                      | ۴    |
| واتون-آن-تیمز                   | ۲    |
| وینچستر                         | ۲    |